# Philip Boedoro
Philip Boedoro, né le 21 mai 1958, est un homme d'État vanuatais, ancien président du Parlement. 

## Biographie
Il travaille comme agent de sécurité puis comme agent de police avant de se lancer en politique. Élu député au Parlement national pour la première fois aux législatives de mai 2002, il est réélu en 2004, 2008 et 2012. Il représente le Vanua'aku Pati (parti traditionnellement de gauche, issu du mouvement nationaliste anticolonialiste des années 1970), et la circonscription de Maewo. Après les élections de 2002, le Premier ministre Edward Natapei le nomme ministre chargé des réformes économiques. Ce gouvernement perd le pouvoir après les élections de 2004, et Boedoro siège les années qui suivent comme simple député. En avril 2013, ses pairs l'élisent à la présidence du Parlement. En septembre 2014, le mandat du président de la République Iolu Abil étant arrivé à terme, Boedoro exerce brièvement par intérim la présidence du pays, une fonction cérémonielle sans réel pouvoir exécutif.